# NGC 3140
NGC 3140 é uma galáxia espiral (Sc) localizada na direcção da constelação de Hydra. Possui uma declinação de -16° 37' 40" e uma ascensão recta de 10 horas, 09 minutos e 27,8 segundos.
A galáxia NGC 3140 foi descoberta em 1886 por Frank Leavenworth.